# ペトルカ県
ペトルカ県（スペイン語：Provincia de Petorca）は、チリの中央部にあるバルパライソ州 (V) の8つの県のうちの1つである。県都はラ・リグア市。

## 政治
県であるペトルカは、第二級行政区画であり、大統領によって任命される知事が政治を行っている。

### コムーナ
県では、各自治体の市長と議会により政治が行われる、5つのコムーナから構成される。
- ラ・リグア
- カビルド
- サパジャール
- パプド
- ペトルカ

## 地理と人口動態
以下は、2002年の国勢調査による。
- 面積：4,588.9㎡（1,772平方マイル、州内最大）
- 人口：70,610人 - イースター島に次ぎ州内で2番目に少ない
  - 男性：35,647人
  - 女性：34,963人
  - 都市的地域：50,289人
  - 地方：20,321人